# Plebiscyt Gazety Olsztyńskiej
Plebiscyt „Gazety Olsztyńskiej” na 10 najpopularniejszych sportowców województwa warmińsko-mazurskiego ma na celu wyłonienie najlepszych sportowców danego roku kalendarzowego w województwie warmińsko-mazurskim (dawniej w tzw. dużym województwie olsztyńskim, a następnie tzw. małym województwie olsztyńskim), organizowany przez redakcję Gazety Olsztyńskiej. Pierwsza edycja konkursu została przeprowadzona w 1954, a wygrał ją Ryszard Woliński, lekkoatleta. W 1956 oraz w latach 1976-1981 plebiscytu nie organizowano.
W plebiscycie głosują czytelnicy „Gazety Olsztyńskiej”, którzy wskazują w odpowiedniej kolejności 10 nazwisk na wydrukowanych w gazecie kuponach. Wyniki ogłaszane są na tradycjnym Balu Sportowca, który odbywa się pod koniec stycznia lub już w lutym.
Najwięcej zwycięstw w plebiscycie zgromadził dotychczas Krzysztof Hołowczyc, który triumfował 11 razy. W 2006 sportowcem 60-lecia uznano Mariana Bublewicza.
Przy okazji plebiscytu wyłania się także m.in. najpopularniejszego sportowca Olsztyna, trenera roku, wydarzenie sportowe roku oraz piłkarza roku w województwie. W 2009 w kategoriach tych triumfowali odpowiednio taekwondoka Dariusz Idzikowski, trener piłki siatkowej Sergiusz Salski, turniej siatkówki plażowej Mazury Open w Starych Jabłonkach oraz piłkarz Mazura Ełk, Bartłomiej Wierzbicki.

## Zwycięzcy Plebiscytu
- 1954 - Ryszard Woliński - lekkoatleta
- 1955 - Franciszek Wesołowski - lekkoatleta
- 1957 - Tadeusz Matyjek - lekkoatleta
- 1958 - Edward Truszyński - motocyklista
- 1959 - Ryszard Patelka - lekkoatleta
- 1960 - Antoni Pacyński - jeździec
- 1961 - Ireneusz Kluczek - lekkoatleta
- 1962 - Ireneusz Kluczek
- 1963 - Janusz Rejewski - żeglarz
- 1964 - Ireneusz Kluczek
- 1965 - Danuta Sobieska - lekkoatletka
- 1966 - Barbara Kopyt - strzelczyni
- 1967 - Danuta Wierzbowska - lekkoatletka
- 1968 - Stanisław Zduńczyk - siatkarz
- 1969 - Stanisław Zduńczyk
- 1970 - Danuta Wierzbowska
- 1971 - Danuta Wierzbowska
- 1972 - Stanisław Iwaniak - siatkarz
- 1973 - Andrzej Gronowicz - kajakarz
- 1974 - Andrzej Gronowicz
- 1975 - Mirosław Rybaczewski - siatkarz
- 1982 - Ryszard Szparak - lekkoatleta
- 1983 - Andrzej Komar - sztangista
- 1984 - Stanisław Olszewski - motocyklista
- 1985 - Małgorzata Pałasz-Piasecka - żeglarz
- 1986 - Marian Bublewicz - kierowca rajdowy
- 1987 - Marian Bublewicz
- 1988 - Piotr Burczyński - bojerowiec
- 1989 - Mariusz Szyszko - siatkarz
- 1990 - Marian Bublewicz
- 1991 - Marian Bublewicz
- 1992 - Marian Bublewicz
- 1993 - Karol Jabłoński - żeglarz
- 1994 - Krzysztof Hołowczyc - kierowca rajdowy
- 1995 - Krzysztof Hołowczyc
- 1996 - Krzysztof Hołowczyc
- 1997 - Krzysztof Hołowczyc
- 1998 - Krzysztof Hołowczyc
- 1999 - Krzysztof Hołowczyc
- 2000 - Adam Seroczyński - kajakarz
- 2001 - Karol Jabłoński
- 2002 - Karol Jabłoński
- 2003 - Karol Jabłoński
- 2004 - Karol Jabłoński
- 2005 - Karol Jabłoński
- 2006 - Paweł Zagumny - siatkarz
- 2007 - Kacper Kozłowski - lekkoatleta
- 2008 - Krzysztof Hołowczyc
- 2009 - Krzysztof Hołowczyc
- 2010 - Krzysztof Hołowczyc
- 2011 - Krzysztof Hołowczyc
- 2012 - Mamed Chalidow
- 2013 - Mamed Chalidow
- 2014 - Krzysztof Hołowczyc
- 2015 - Marcin Malewski
- 2016 - Joanna Jędrzejczyk
- 2017 - Konrad Bukowiecki
- 2018 - Marcin Malewski